# Vozera Sianno
Vozera Sianno (vitryska: Возера Сянно) är en sjö i Belarus.   Den ligger i voblasten Vitsebsks voblast, i den nordöstra delen av landet, 170 km nordost om huvudstaden Minsk. Vozera Sianno ligger 139 meter över havet. Arean är 2,6 kvadratkilometer. Den sträcker sig 4,5 kilometer i nord-sydlig riktning, och 2,7 kilometer i öst-västlig riktning.
Följande samhällen ligger vid Vozera Sianno:
- Sianno (9 987 invånare)

Omgivningarna runt Vozera Sianno är en mosaik av jordbruksmark och naturlig växtlighet. Runt Vozera Sianno är det glesbefolkat, med 16 invånare per kvadratkilometer.